# Béta Simon
 (juillet 2013).
Si vous disposez d'ouvrages ou d'articles de référence ou si vous connaissez des sites web de qualité traitant du thème abordé ici, merci de compléter l'article en donnant les références utiles à sa vérifiabilité et en les liant à la section « Notes et références ».
Beta Simon de son vrai nom Yoh Bailly Simon, né en 1964, est un chanteur de reggae ivoirien.

## Biographie
Conteur, maître des proverbes, par ses chansons, Beta Simon (prononcé Saïmone) exprime la richesse de sa culture. D’où l’importance de la langue aux yeux de Béta. Il inventa lui-même sa propre langue.
Cette langue, c’est le « Baïssadé » (la manière de parler de Bailly alias Beta Simon). C'est cette langue qui sert de socle à ses compositions musicales.
Auteur compositeur interprète ivoirien, il a réalisé 5 albums et de nombreux concerts.
Sa musique et ses chansons chantées en Bété, sa langue maternelle, mais aussi en plusieurs autres langues ont fait de lui un artiste dépassant très vite les frontières de la Côte d’Ivoire, s’imposant comme un artiste phare sur l’Afrique de l’Ouest puis qui s’est étendu sur l’Europe.
L'album Kraity Payan Guez, produit par Tiken Jah Fakoly, entouré des musiciens de ce dernier et arrangé par Dave Kynner, a reçu en Afrique ainsi qu’en Europe un accueil plus que chaleureux tant au niveau musical qu’humainement de la part des médias et du public. L'album est distribué en France par Nocturne le 7 mai 2007.
Depuis, Beta Simon a formé son groupe et tourne à travers le monde.
Son album Soupe de pierres, sorti en juillet 2011, a été entièrement réalisé en auto-production par Beta Simon et enregistré au studio de Pablo U-Wa en Ile de France, où Beta Simon était accompagné en majorité par ses musiciens (Jah-Bi-Jah). Ce dernier album fut nommé aux Victoires du Reggae 2012 pour occuper la troisième place après Alpha Blondy dans la catégorie « Album Reggae Africain de l'année ».
Depuis 2012, Beta Simon est installé en Espagne où de nouvelles rencontres multi-culturelles apportent de la richesse à son Inspiration. Inspiration fortement influencée par la voie du silence et un environnement en nature qui permet à l'artiste de redéfinir le sens réel de la création d'une œuvre.
"Le désir ardent de transformer le monde doit commencer par soi" selon Beta Simon.

## Discographie
- 1991 : Beta Simon et le Baïssade
- 1996 : Esprit Musique
- 1999 : Ramde
- 2007 : Kraity Payan Guez
- 2011 : Soupe de pierres
- 2016 : Bozua